# Liste der Biografien/Wolfr
Liste der Biografien |
Portal Biografien |
Personensuche
# |
A |
B |
C |
D |
E |
F |
G |
H |
I |
J |
K |
L |
M |
N |
O |
P |
Q |
R |
S |
T |
U |
V |
W |
X |
Y |
Z |
?
 
Wa |
Wc |
Wd |
We |
Wh |
Wi |
Wj |
Wl |
Wn |
Wo |
Wr |
Ws |
Wt |
Wu |
Ww |
Wy |
Wz
 
Woa |
Wob |
Woc |
Wod |
Woe |
Wof |
Wog |
Woh |
Woi |
Woj |
Wok |
Wol |
Wom |
Won |
Woo |
Wop |
Wor |
Wos |
Wot |
Wou |
Wov |
Wow |
Wox |
Woy |
Woz
 
Wola |
Wolb |
Wolc |
Wold |
Wole |
Wolf |
Wolg |
Wolh |
Woli |
Wolj |
Wolk |
Woll |
Wolm |
Woln |
Wolo |
Wolp |
Wolr |
Wols |
Wolt |
Wolv |
Woly |
Wolz
 
Wolfa |
Wolfb |
Wolfc |
Wolfe |
Wolff |
Wolfg |
Wolfh |
Wolfi |
Wolfk |
Wolfl |
Wolfm |
Wolfn |
Wolfo |
Wolfr |
Wolfs |
Wolft
Die Liste der Biografien führt alle Personen auf, die in der deutschsprachigen Wikipedia einen Artikel haben. Dieses ist eine Teilliste mit 70 Einträgen von Personen, deren Namen mit den Buchstaben „Wolfr“ beginnt.

## Wolfr

### Wolfra
- Wolfrad von Treffen († 1181), alemannischer Adliger
- Wolfradt, Anton (1582–1639), Zisterzienser/Benediktiner, Abt von Wilhering und Kremsmünster, Fürstbischof der Diözese Wien, Landeshauptmann von Oberösterreich, Hofkammerpräsident
- Wolfradt, Hermann (1887–1951), deutscher Sozialpolitiker und Sozialfunktionär
- Wolfradt, Jörg (* 1960), deutscher Hörspiel- und Theaterautor
- Wolfradt, Willi (1892–1988), deutscher Kunstschriftsteller und -kritiker, Redakteur und Lektor
- Wolfram, deutscher Benediktinerabt
- Wolfram († 1224), Benediktinerabt
- Wolfram (* 1983), österreichischer Musiker und DJ
- Wolfram I. von Praunheim, Schultheiß von Frankfurt am Main
- Wolfram II. von Praunheim, Ritter
- Wolfram von Admont, salzburgischer römisch-katholischer Geistlicher
- Wolfram von Eschenbach, mittelhochdeutscher DichterWolfram von Eschenbach

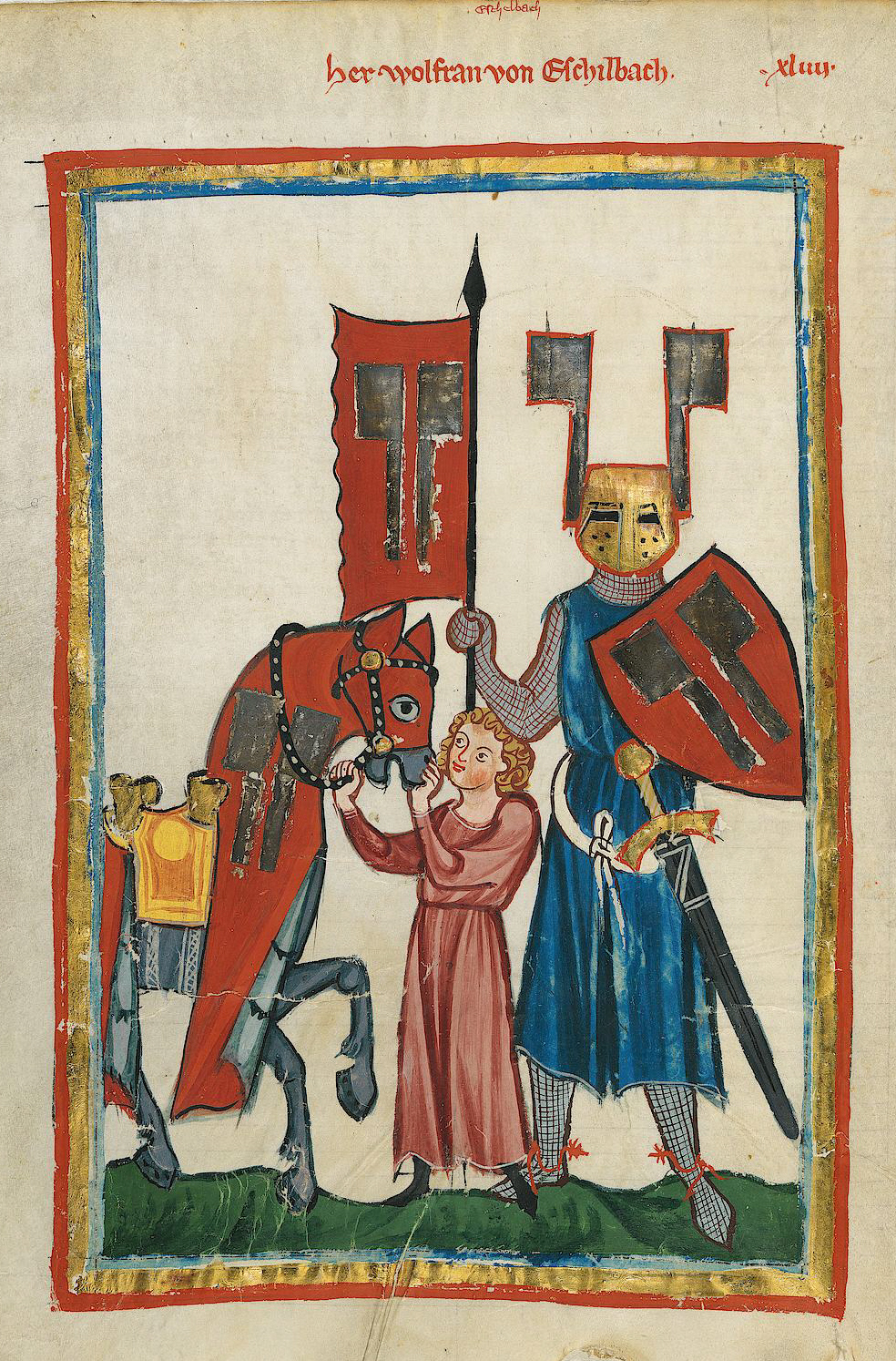
Wolfram von Eschenbach

- Wolfram von Freising († 937), Bischof von Freising
- Wolfram von Wolmar, Wolfgang (1910–1987), österreichisch-deutscher Journalist
- Wolfram, Adam (1902–1998), deutscher Gewerkschafter und Politiker (SPD, SED)
- Wolfram, Clara (* 1998), österreichische Film- und Theaterschauspielerin
- Wolfram, Conrad (* 1970), britischer Technologieexperte und Unternehmer
- Wolfram, Eberhard (1882–1947), deutscher Vizeadmiral im Zweiten Weltkrieg
- Wolfram, Erich (1928–2003), deutscher Politiker (SPD), MdB, MdEP
- Wolfram, Georg (1858–1940), deutscher Archivar, Bibliothekar und Historiker
- Wolfram, Georg von (1851–1923), deutscher Politiker, Oberbürgermeister der Stadt Augsburg
- Wolfram, Gerhard (1922–1991), deutscher Dramaturg, Theaterregisseur und Theaterintendant
- Wolfram, Gernot (* 1975), deutscher Journalist und Schriftsteller
- Wolfram, Günter (1930–2004), deutscher Politiker (SPD), MdL
- Wolfram, Günther (* 1936), deutscher Internist, Ernährungsmediziner, Ernährungswissenschaftler und Hochschullehrer
- Wolfram, Hans-Joachim (1934–2016), deutscher Fernsehmoderator
- Wolfram, Heinz (1935–2022), deutscher Eisschnellläufer und Eislauftrainer
- Wolfram, Hermann Ludwig (1807–1852), deutscher Schriftsteller
- Wolfram, Herwig (* 1934), österreichischer MittelalterhistorikerHerwig Wolfram (* 1934)

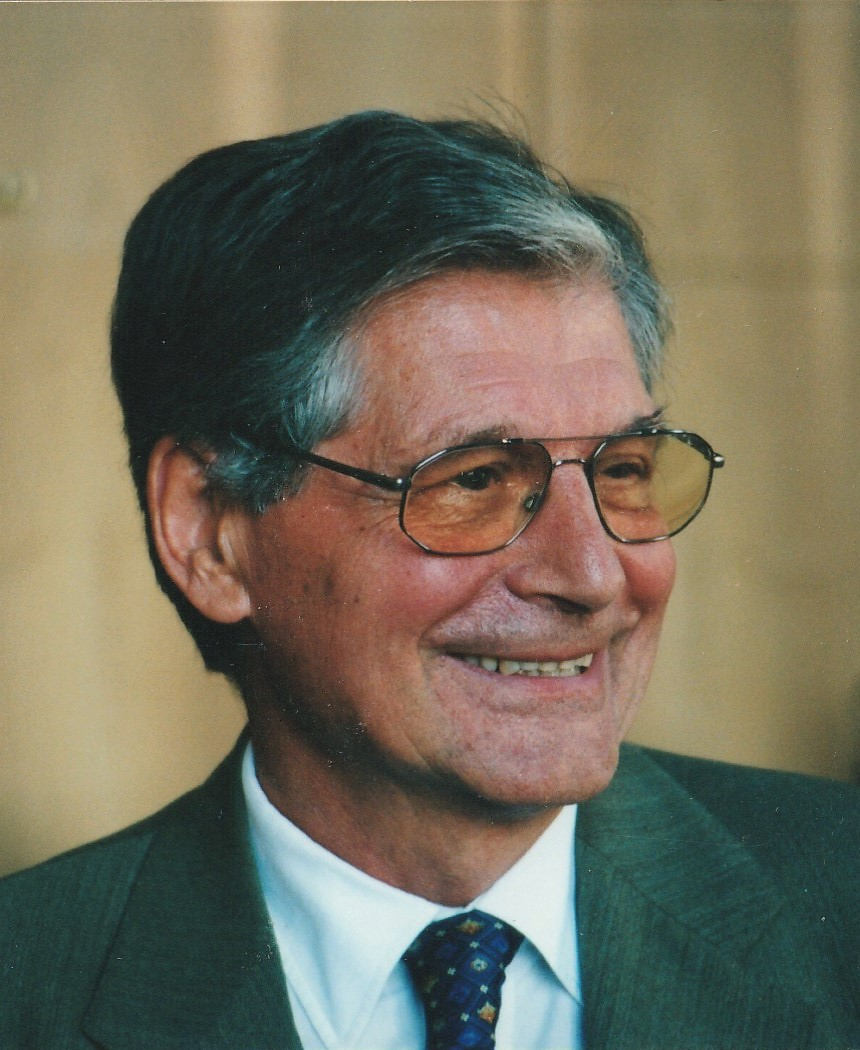
Herwig Wolfram (* 1934)

- Wolfram, Hugo (1925–2015), deutsch-britischer Industriekaufmann und Schriftsteller
- Wolfram, Inga (* 1956), deutsche Autorin, Journalistin und Regisseurin
- Wolfram, Inge (* 1949), deutsche Malerin und Grafikerin
- Wolfram, Jakob, deutscher Gutsbesitzer, Mitglied des Kurhessischen Kommunallandtags Kassel
- Wolfram, Jochen (* 1966), deutscher Segler
- Wolfram, Joseph (1789–1839), böhmischer Komponist
- Wolfram, Lea (* 1992), deutsche Schauspielerin
- Wolfram, Luise (* 1987), deutsche SchauspielerinLuise Wolfram (* 1987)

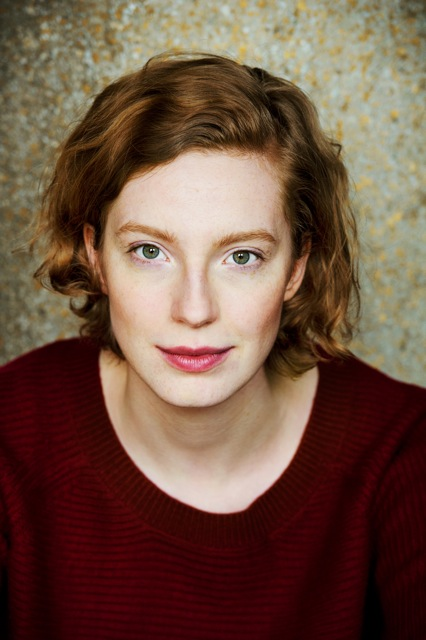
Luise Wolfram (* 1987)

- Wolfram, Marko (* 1974), deutscher Kommunalpolitiker (SPD)
- Wolfram, Martin (* 1992), deutscher Wasserspringer und Trainer
- Wolfram, Maximilian (* 1997), deutscher Fußballspieler
- Wolfram, Paul (1871–1946), deutscher Konteradmiral der Reichsmarine
- Wolfram, Richard (1901–1995), österreichischer Volkskundler und Neuskandinavist
- Wolfram, Sabine (* 1960), deutsche Prähistorikerin
- Wolfram, Stephen (* 1959), britischer Physiker und Mathematiker
- Wolfram, Sybil (1931–1993), britische Anthropologin und Philosophin
- Wolfram, Vanessa (* 1999), deutsche Radsportlerin
- Wolfram, Wolfgang (* 1939), deutscher Fußballspieler
- Wolframsdorf, Heinrich Christoph von (1646–1689), Fürstpropst von Ellwangen
- Wolframsdorf, Otto von (1803–1849), Hofbaumeister
- Wolfrath, Friedrich Wilhelm (1757–1812), deutscher evangelischer Theologe

### Wolfrh
- Wolfrhine, Basil (* 1965), deutscher Künstler

### Wolfri
- Wolfring, Lydia von (* 1867), polnisch-russische Sozialreformerin
- Wolfring, Wolfgang (1925–2001), österreichischer klassischer Philologe

### Wolfro
- Wolfrom, Friedrich Ernst (1857–1923), deutscher Historienmaler und Radierer
- Wolfrom, Ilse (1922–2024), deutsche Chirurgin

### Wolfru
- Wolfrum, Alexander (* 1958), deutscher Gitarrist, Komponist und Liedtexter
- Wolfrum, Christian (* 1972), deutscher Gesundheitswissenschaftler und Hochschullehrer
- Wolfrum, Edgar (* 1960), deutscher HistorikerEdgar Wolfrum (* 1960)

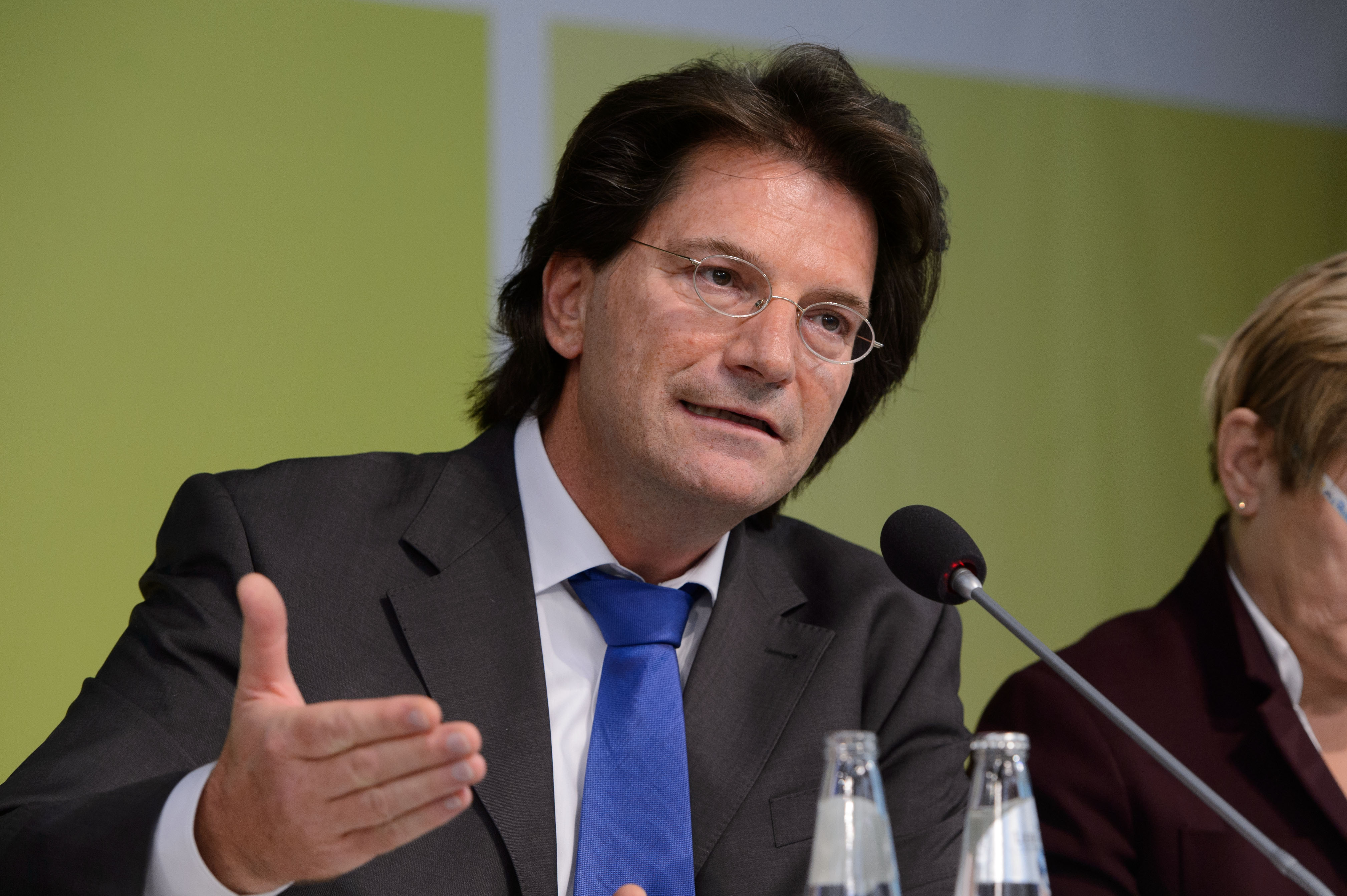
Edgar Wolfrum (* 1960)

- Wolfrum, Gerhard (* 1911), deutscher Historiker, Volkstumpolitiker, Agent und Ministerialbeamter
- Wolfrum, Hans (* 1920), deutscher Fußballspieler
- Wolfrum, Heinrich (1902–1983), deutscher Historiker und Hochschullehrer
- Wolfrum, Jürgen (* 1939), deutscher Physiker und Seniorprofessor an der Universität Heidelberg
- Wolfrum, Karl (1856–1937), deutscher Komponist und Organist
- Wolfrum, Klaus (1947–2023), deutscher Politiker (SPD), MdL
- Wolfrum, Paul (1901–1985), deutscher Propagandist für das Nationalsozialistische Deutschland, Publizist und Direktor des Münchner Fremdenverkehrsamts
- Wolfrum, Paul (1943–1990), österreichischer Opernsänger (Bariton)
- Wolfrum, Philipp (1854–1919), deutscher Komponist und Organist
- Wolfrum, Rüdiger (* 1941), deutscher Rechtswissenschaftler
- Wolfrum, Sophie (* 1952), deutsche Designerin und Hochschullehrerin
- Wolfrum, Walter (1923–2010), deutscher Luftwaffenoffizier im Zweiten Weltkrieg und Kunstflieger